# LATAM 칠레
LATAM 칠레(영어: LATAM Chile)는 칠레의 산티아고에 거점을 둔, 칠레의 국책항공사다. 칠레의 대표적인 항공사로 라틴 아메리카의 대형 항공사들 중 하나이며, 남아메리카, 북아메리카, 서인도 제도, 오세아니아, 유럽을 오가는 항공편을 운영하고 있다.

## 역사
1929년 칠레 항공 국장이던 아르투로 메리노 베니테즈(스페인어: Arturo Merino Benitez)가 세웠다. 1929년 3월 5일 첫 취항을 시작했다. 1932년 회사의 정식 명칭을 란 칠레 항공(스페인어: Línea Aérea Nacional de Chile)으로 정했다. 1970년 로스 세릴로스 공항에 본사를 두었다. 1989년 9월 칠레 정부는 주식 대부분을 스칸디나비아 항공에 매각하여 민영화했다. 1995년 8월 칠레 2위 항공사인 라데코 항공(영어: Ladeco)의 경영권을 인수했다. 1998년 10월 패스트 항공(영어: Fast Air)과 합병했다. 2004년 란 칠레 항공은 계열사인 란 페루, 란 에콰도르, 란 도미니타나, 란 익스프레스와 통합된 이후 브랜드를 통일했다. 2004년 6월 17일 회사명을 란 항공(영어: Lan Airlines)으로 바꾸었다. 2005년 중반 아르헨티나에 계열사인 란 아르헨티나를 세웠다. 아메리칸 항공, 알래스카 항공과 미국의 주요 도시 취항 노선을 제휴한다. 영국항공, 이베리아 항공과 유럽 노선 취항을, 캐세이퍼시픽 항공, 대한항공과 아시아 노선을, 콴타스 항공과 오스트레일리아, 뉴질랜드 노선을 업무 제휴하고 있다. 2006년 8월 1등석과 비즈니스석 등급을 통합하여 프리미엄 비즈니스 등급을 신설했다. 2010년 8월 브라질 항공사인 TAM 항공과 합병하여 라탐 그룹을 신설하기로 합의했다. 두 회사의 합병은 시너지 효과와 중남미 항공 업계에 새로운 경쟁구도가 형성될 것으로 전망하고 있다. 2010년 10월 콜롬비아 2위 항공사인 아이레스 항공의 지분 98%를 인수해 란 콜롬비아로 변경했다. 2012년 6월에 TAM 항공과 합병을 마무리 하면서 중앙아메리카, 남아메리카의 최대 항공사 세계 10위권 항공사로 부상될 것으로 전망하고 있다. 2015년 8월에 통합 브랜드를 발표한데 이어 2016년 5월에 현재의 사명으로 변경했다. 향후 2018년까지 모든 기종에 통합 브랜드 도장을 적용할 예정이다.

## 운항 노선
- 2012년 7월 기준으로 LATAM 칠레는 다음과 같은 노선을 운항하고 있다.

### 코드쉐어 협정
- LATAM 칠레는 다음과 같은 항공사와 코드쉐어를 하고 있으며 * 표시는 원월드 회원에 해당된다.

| - LATAM 브라질 - LATAM 파라과이 - 대한항공 (스카이팀) - 아에로멕시코 (스카이팀) - 알래스카 항공 (원월드) - 영국항공 (원월드) - 웨스트 제트 - 이베리아 항공 (원월드) - 인터제트 - 일본항공 (원월드) | - 제트스타 항공 - 중국국제항공 (스타 얼라이언스) - 캐세이퍼시픽 항공 (원월드) - 콴타스 항공 (원월드) |  |

## 보유 기종
- 2021년 4월 기준으로 LATAM 칠레는 다음과 같은 기종을 보유하고 있으며 평균 기령은 5.8년이다.[6][7]

## 같이 보기
- 칠레의 항공사 목록

## 사진

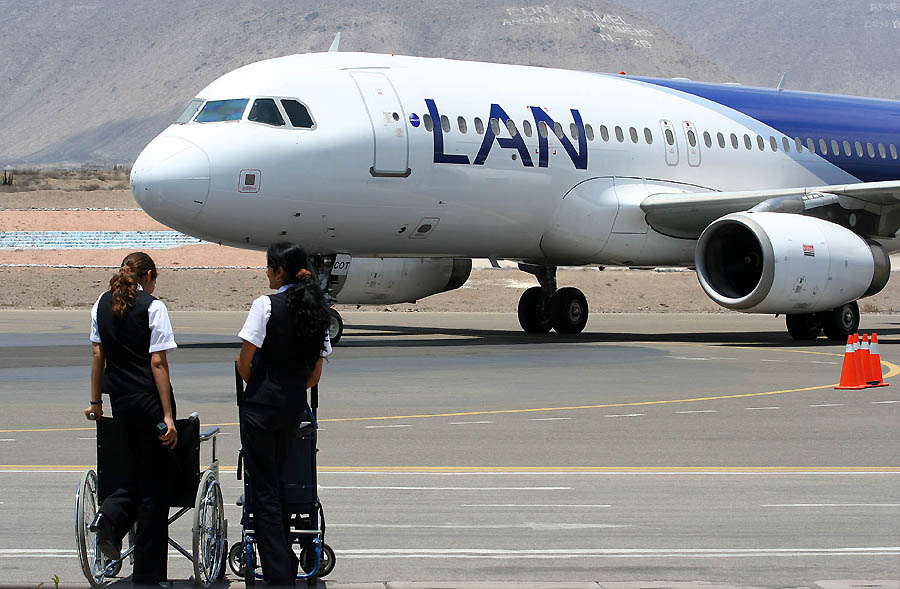
LATAM 칠레의 에어버스 A320-200
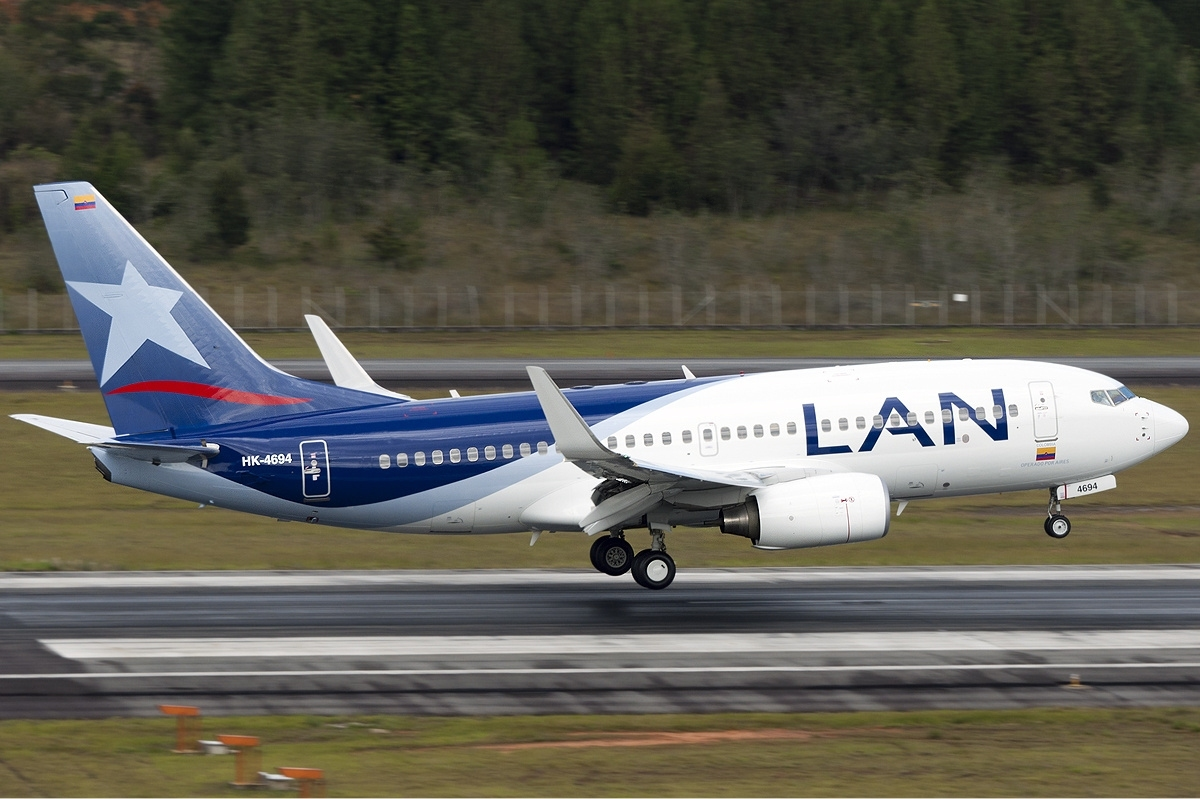
LATAM 콜롬비아의 보잉 737-700
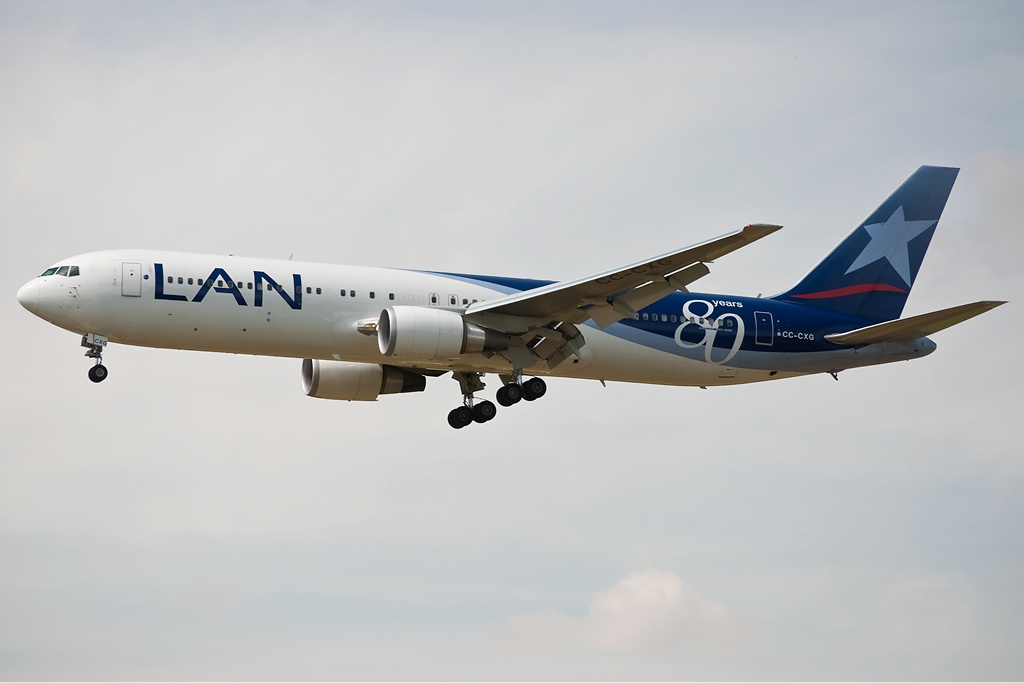
LATAM 칠레의 보잉 767-300ER
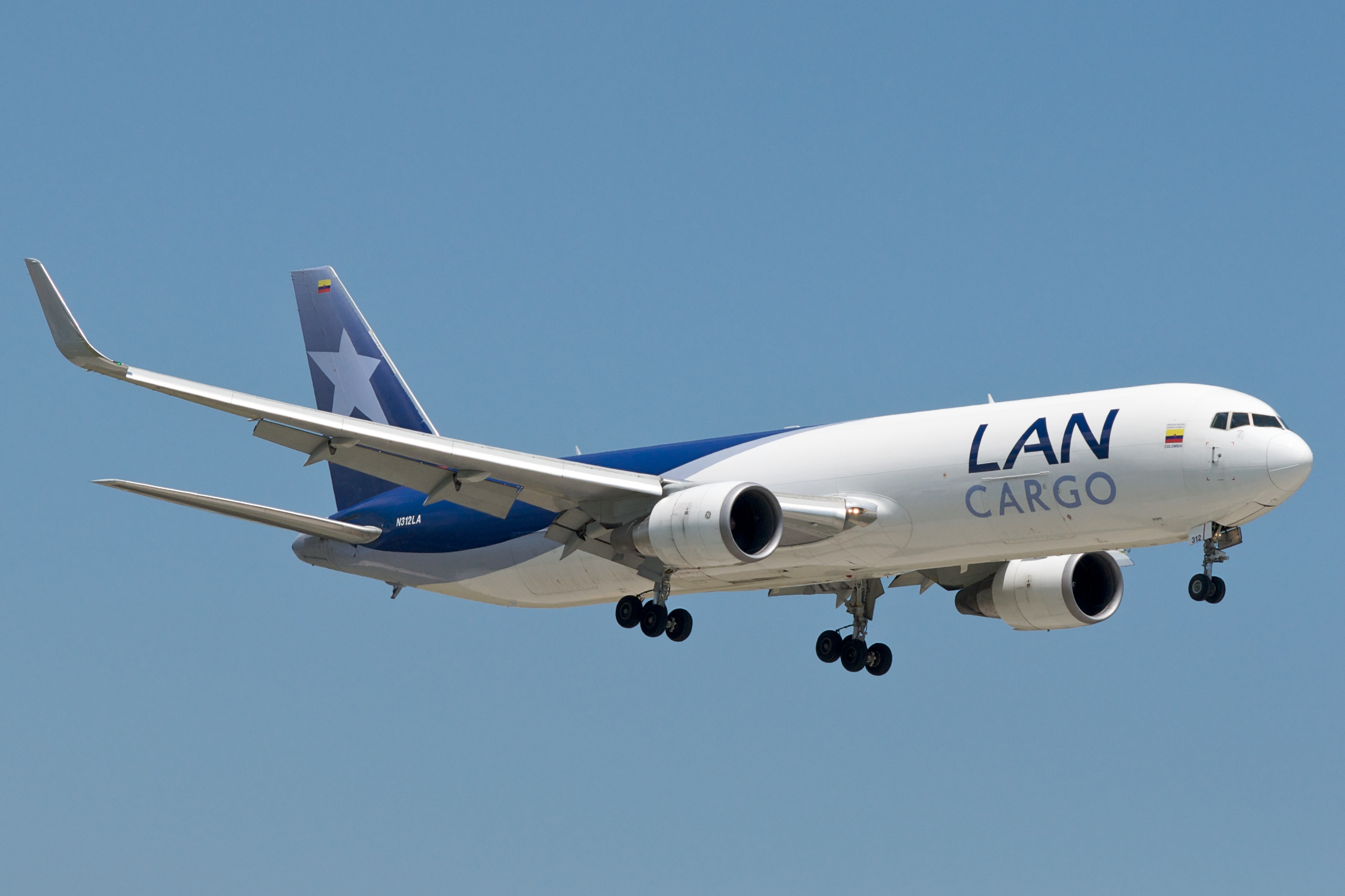
LATAM 카고 칠레의 보잉 767-300F
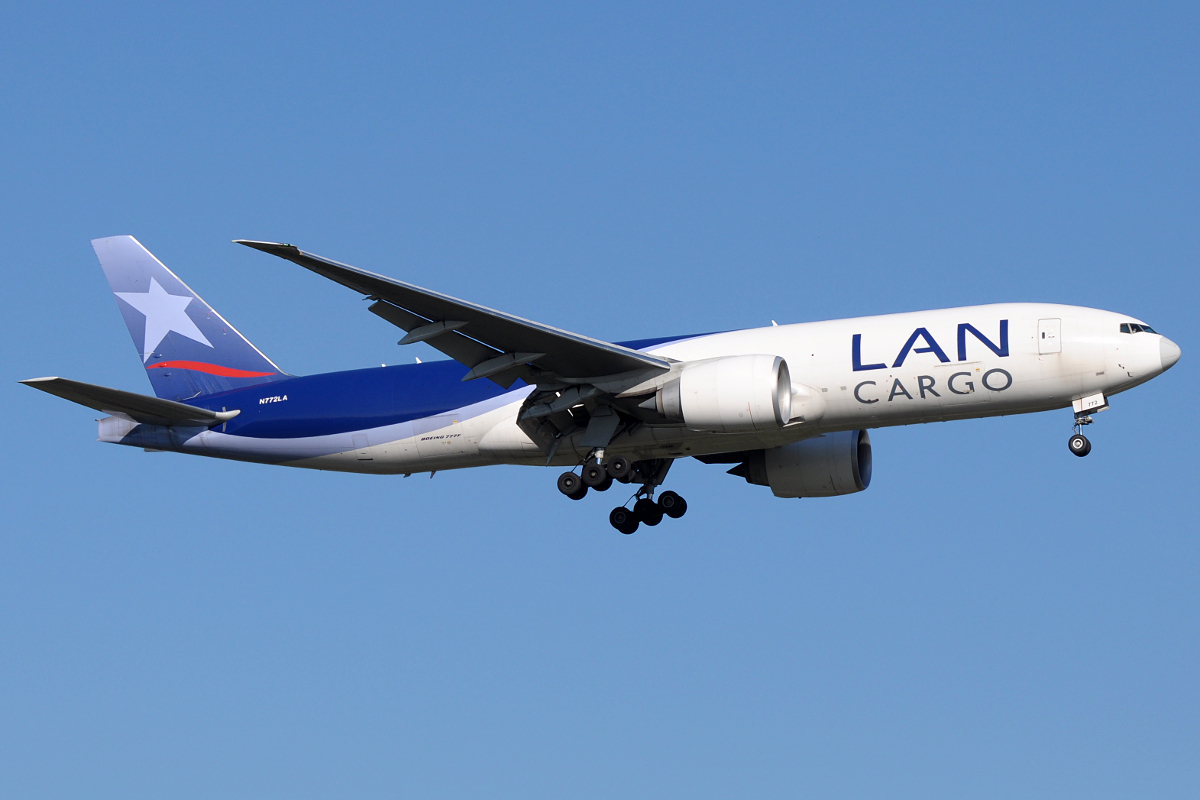
LATAM 카고 칠레의 보잉 777F